# Asian 5 Nations Division 1 2009
El Asian 5 Nations Division 1 de 2009 fue la séptima edición del torneo de segunda división organizado por la federación asiática (AR).
El campeonato se disputó en la ciudad de Dubái, Emiratos Árabes Unidos.

## Desarrollo

### Semifinales
| 8 de abril | Golfo Pérsico | 36 - 17 | Tailandia |  |  |

| 8 de abril | China Taipéi | 36 - 24 | Sri Lanka |  |  |

### Tercer puesto
| 11 de abril | Sri Lanka | 51 - 17 | Tailandia |  |  |

### Final
| 11 de abril | Golfo Pérsico | 44 - 24 | China Taipéi |  |  |

| Golfo Pérsico                          |
| Campeón de la División 1 Golfo Pérsico |
| Primer título                          |